# El Tricicle (música)
El Tricicle fou un grup de cançó catalana (1967-1973) format per Frederic Roda, Àlvar Roda i Ignasi Roda Fàbregas i que va pertànyer al moviment de la Nova cançó.
El seu estil era deixondit i amb una forta càrrega d'ironia, que es reflectia en les lletres de les cançons, moltes escrites expressament per a ells per poetes catalans com ara Pere Quart, Miquel Martí i Pol, etc. El Frederic i l'Àlvar tocaven la guitarra i l'Ignasi, la bateria. L'any 1972 el grup es va dissoldre. El Frederic es va dedicar de ple al teatre i l'Ignasi va compaginar un temps el teatre amb una altra formació musical que va crear i que es deia Taverna 2. L'anècdota és que, anys més tard va sorgir un nou Tricicle però en l'àmbit teatral.
El poeta Pere Quart va ser qui els va batejar, tot dient: "Tres rodes fan un tricicle". Iniciaren la seva activitat l'any 1967. A part de les seves pròpies cançons, varen musicar poetes catalans: Pere Quart, Miquel Martí i Pol, Josep M. de Sagarra, Joan Vergés, Tomàs Garcés, etc.

## Discos editats
Discogràfica Concèntric
- 1970 «La vaca suïssa» i «Cap a la lluna», lletres de Pere Quart i músiques de Frederic Roda
- 1971 «Cançó lirona», lletra de Pere Quart i música d'Àlvar Roda i «Poema Folk» amb lletra de Joan Vergés i música de Frederic Roda.